# Larentia xanthospila
Larentia xanthospila är en fjärilsart som beskrevs av Oswald Beltram Lower 1892. Larentia xanthospila ingår i släktet Larentia och familjen mätare. Inga underarter finns listade i Catalogue of Life.